# Interleucina 6

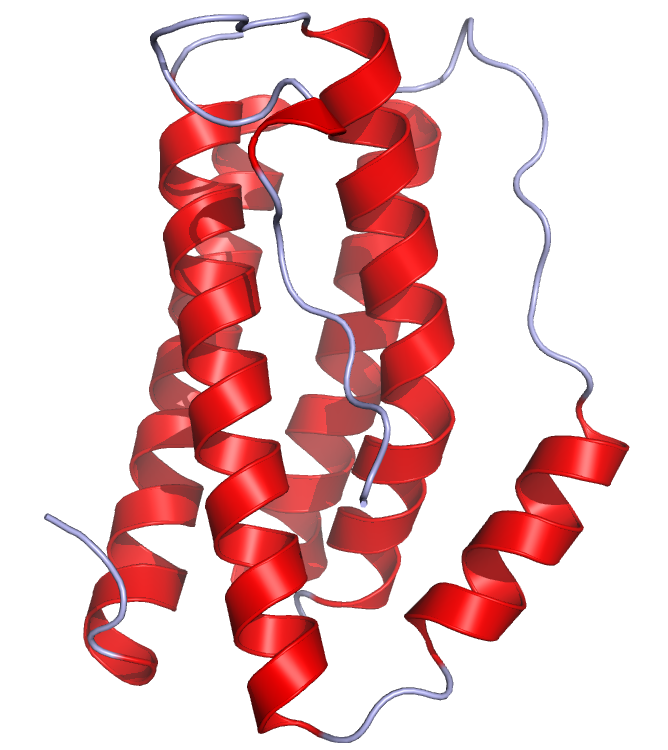

Interleucina 6 (IL-6) é uma interleucina que atua como uma citocina pró-inflamatória e uma miocina anti-inflamatória. Nos seres humanos, é codificada pelo gene de IL6.
IL-6 é secretada por células T e macrófagos para estimular a resposta imune, por exemplo, durante a infecção e depois do trauma, especialmente queimaduras ou outros danos nos tecidos que conduz à inflamação. IL-6 tem também um papel na luta contra a infecção, como ele tem sido demonstrado em ratos sendo necessária para a resistência contra a bactéria Streptococcus pneumoniae.
A interleucina-6 é produzida pelos macrófagos ativos e por linfócitos T, tem um enorme papel na indução da febre (ao nível do hipotálamo) e na resposta inflamatória aguda e na liberação de proteínas de fase aguda pelo fígado. Assim, atuam em receptores específicos da membrana das células estimulando a produção de citocinas. Por fim estimulam o crescimento dos linfócitos B.
IL-6 tem sido demonstrada que interage com receptores de interleucina-6 e glicoproteína 130.

## IL6 como um alvo terapêutico
O tocilizumabe é um anticorpo monoclonal que bloqueia o receptor de IL6, utilizado para o tratamento da artrite reumatóide.